# Funkhaus Nalepastraße
La Funkhaus Nalepastraße (Stazione radio di Nalepastraße) è un complesso di edifici ubicato nel quartiere orientale di Oberschöneweide, a Berlino. Dal 1956 al 1990 i suoi locali hanno ospitato la sede della Rundfunk der DDR, la radio pubblica della Repubblica Democratica tedesca.

## Storia

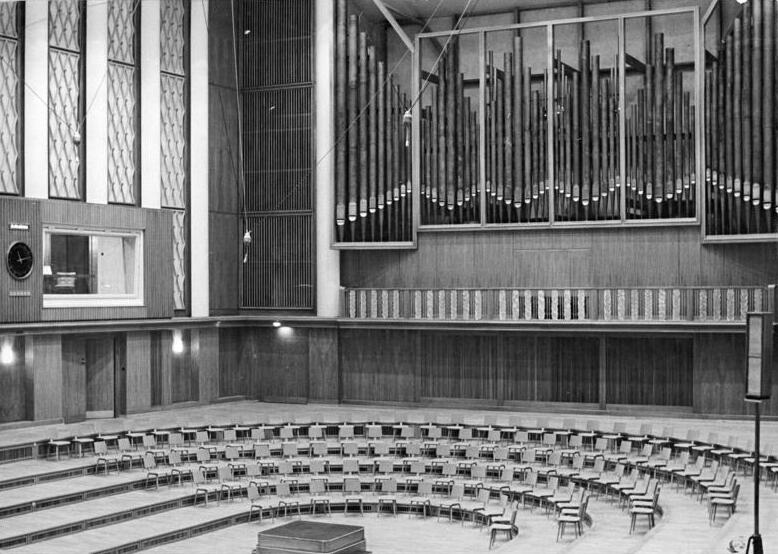
Funkhaus Nalepastraße, interno: vista della Großer Sendesaal 1, 1956.

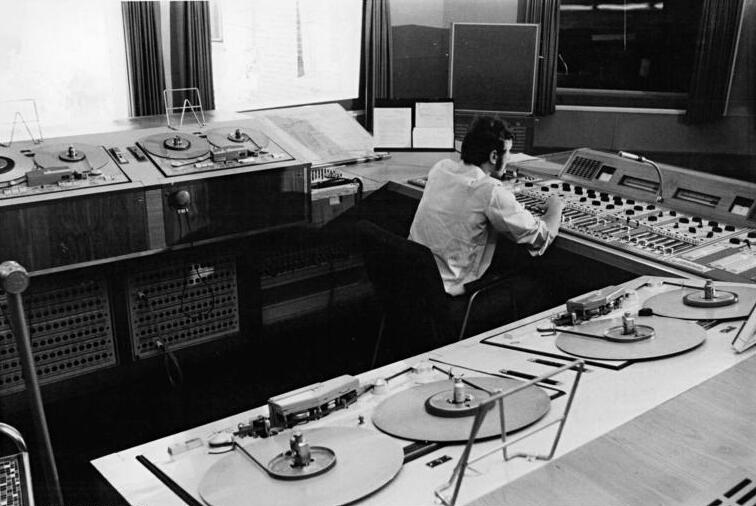
Funkhaus Nalepastraße, interno: uno studio, 1970.

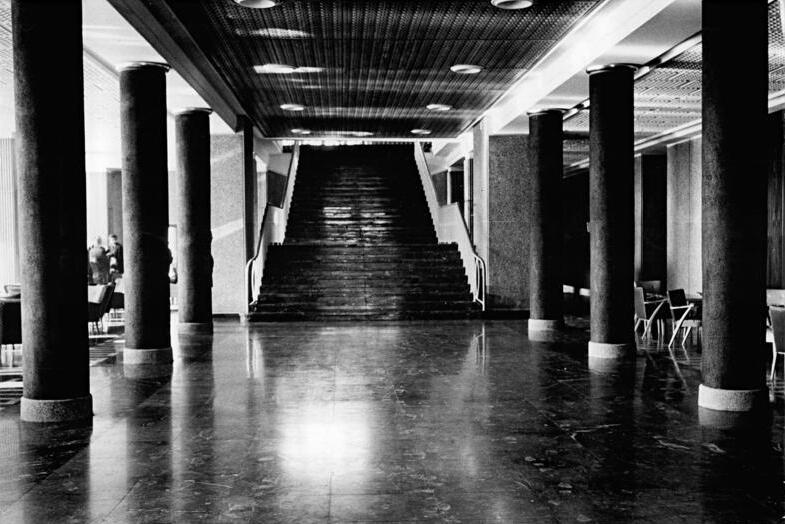
Funkhaus Nalepastraße, interno: il foyer, 1956.

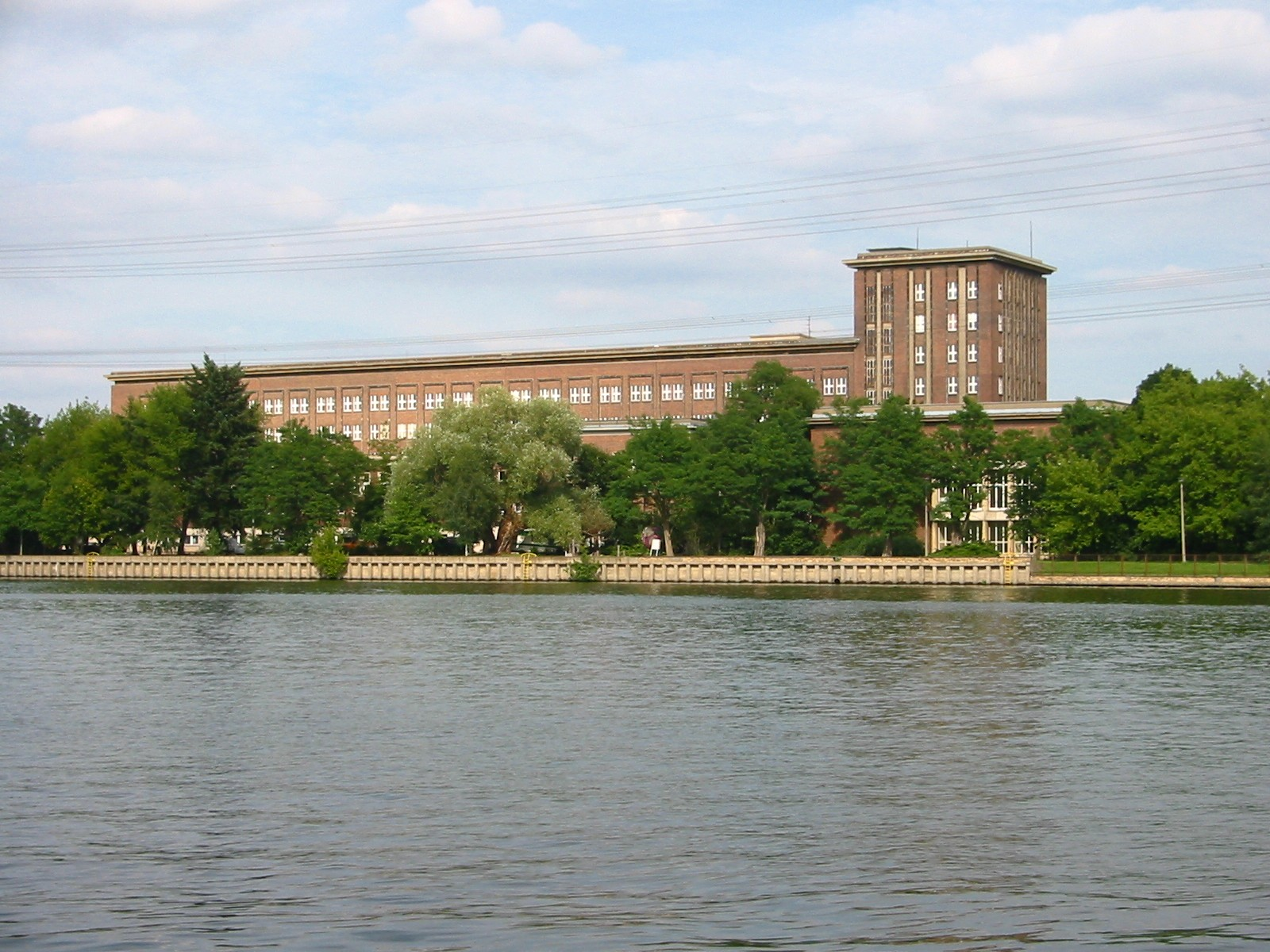
Immagine della Funkhaus Nalepastraße, vista dalla Sprea, 2005.

In origine, le trasmissioni radiofoniche della neonata Repubblica Democratica Tedesca continuarono ad essere prodotte e diffuse dalla Haus des Rundfunks - l'imponente complesso destinato alla radiofonia esistente in Berlino sin dal 1927 ricaduto, dopo la seconda guerra mondiale, all'interno del settore britannico - e fu solamente dal 1952 si iniziò a studiare la possibilità di realizzare, nel quartiere orientale di Oberschöneweide dei nuovi studi radiofonici: fu scelto per l'occasione un lotto di circa 135.000 m² affacciato sulla Sprea, il fiume cittadino.
Personaggio di spicco nella realizzazione del complesso fu l'architetto Franz Ehrlich, del quale la Funkhaus fu probabilmente l'opera di maggior pregio. La costruzione fu rallentata da un incendio scoppiato nel febbraio 1955, rinviando l'inaugurazione della Funkhaus al febbraio del 1956, mese in cui iniziarono le prime trasmissioni radiofoniche.
Tutte le trasmissioni radio (escluse le produzioni a livello locale) venivano realizzate e diffuse da questa nuova sede: le principali stazioni erano Stimme der DDR (La Voce della Repubblica Democratica Tedesca), Radio DDR 1 e Radio DDR 2. Nei vari studi e nelle sale di registrazione venivano preparate le trasmissioni e selezionati i dischi da diffondere via radio e nella Großer Sendesaal 1, sala divenuta particolarmente famosa presso gli addetti ai lavori per l'acustica straordinaria. Oltre tremila persone lavoravano al momento della dismissione nella Funkhaus, la quale, dal canto suo, era dotata di servizi paragonabili a quelli di una piccola città: non solo mense e sale riunioni, ma anche un ospedale interno, delle librerie, un Konsum, una gelateria, un ambulatorio dentistico, un parrucchiere, una sauna, ecc.
In seguito all'assorbimento della Repubblica Democratica Tedesca all'interno della Germania Federale, diverse trasmissioni furono interrotte, mentre alcune furono trasferite sulle altre reti pubbliche. Con la sospensione conclusiva dei servizi tecnici e di redazione, iniziarono il 31 dicembre del 1991 i problemi di gestione di un complesso così altamente strutturato.

## Architettura
Il complesso è distribuito, in base alle funzioni ricoperte, su quattro edifici, collegati tra loro da passerelle sostenute da pilastri. Nel monumentale edificio principale, una torre di nove piani, erano ospitati i numerosi edifici della direzione e le redazioni, oltre ad alcuni studi di registrazione delle trasmissioni.
L'edificio dalla forma arcuata destinato ad ospitare gli studi principali venne realizzato secondo il principio Haus-in-Haus: contiene, tra le altre, la famosa e già citata Großer Sendesaal 1, cuore dell'intero complesso. Ehrlich progettò inoltre un edificio multifunzionale - dotato di mensa ed una sala riunioni distribuita su due livelli - ed una grande sala coperta a shed, studiata per garantire un'ottimale illuminazione con luce naturale.
L'intero complesso, insieme all'annesso giardino  - detto il „Werksgarten“ - è sotto tutela monumentale.
L'edificio multifunzionale è stato ricavato ricoprendo lo scheletro della costruzione in cemento armato di una fabbrica preesistente con una nuova facciata in Clinker, scandita verticalmente da lesene in pietra arenaria: pur non avendo ciò alcuna funzione strutturale, tale scelta operata da Ehrlich conferisce all'edificio carattere monumentale, ulteriormente sottolineato dall'elegante finitura del tetto sporgente.
Insoliti sono la planimetria e la costruzione dell'edificio adiacente, costituito da otto edifici minori realizzati all'interno di uno maggiore, voluto dall'architetto come un imponente e massivo edificio prospiciente senza finestre, scandito al centro da lesene verticali e coronato da una cornice piuttosto aggettante. Dietro questa cortina è ospitata la già citata Großer Sendesaal 1, famosa nel mondo per la qualità della sua acustica. Gli studi ad essa collegati sono disposti ad arco, sviluppandosi in maniera particolare e ingegnosa. Il coronamento esterno di quest'arco, costituito per la maggior parte da luminose e ampie vetrate, tradisce le origini Bauhaus di Ehrlich e opera come foyer e sala d'attesa. L'arco minore che si crea all'interno di questo è invece destinato ad ospitare locali tecnici. Gli studi, seguendo la curvatura dell'arco, hanno forma trapezoidale e fondazioni indipendenti - al fine di evitare ogni forma di trasmissione delle onde sonore - così come la sala regia e simili locali accessori.
Franz Ehrlich collaborò in fase di progettazione con l'ingegnere Gerhard Probst per gli studi distributivi e acustici, mentre si appoggiò alla casa manifatturiera Deutsche Werkstätten Hellerau di Dresda. Nonostante i vincoli di tempo e le limitate risorse finanziarie, i costruttori sono riusciti a realizzare un edificio acusticamente perfetto, che continua ad attrarre musicisti e orchestre provenienti da tutto il mondo negli studi di registrazione di Nalepastraße. L'edificio è ancora oggi considerato, nel suo genere, il più grande complesso di studi al mondo.
A discapito della mole del complesso, non è stato - deliberatamente - prevista la costruzione di un ingresso principale o di rappresentanza, ma solo diversi accessi diffusi. Tuttavia, dietro ad ingressi poco appariscenti si aprono foyer di pregio, da cui si dipartono androni colonnati e scale di rappresentanza.
Per gli interni furono previsti rivestimenti in intonaco nero per le colonne, mentre si scelse il rosso per le basi e gli echini dei capitelli. Per rivestire i pavimenti è stato utilizzato del marmo di Saalburg, molto diffuso durante gli anni Trenta del XX secolo e forse materiale di spoglio dell'oramai distrutta Cancelleria del Reich.

## Gli studi di registrazione
A discapito dell'oramai non recentissima data di progettazione, gli studi della Funkhaus continuano ancora ad attirare artisti internazionali, orchestre e produttori musicali grazie alla qualità del suono, al tempo di riverbero ottimale ed alla bontà delle attrezzature presenti. Artisti quali A-ha, Sting, The Black Eyed Peas ed altri hanno registrato qui degli album, Daniel Barenboim e Kent Nagano hanno diretto opere e sinfonie nella Großer Sendesaal 1 e numerose etichette a diffusione mondiale, come Universal, BMG, Sony ed EMI, utilizzano regolarmente gli studi in Nalepastraße per produzioni musicali dei più svariati generi. La principale inquilina è stata la Deutsches Filmorchester Babelsberg, di fatto orchestra di casa negli studi dal 1993 al 2007.
La costruzione e l'acustica perfetta ottenuta all'interno degli studi radiofonici continuano a rappresentare ancora in tempi attuali un capolavoro tecnico, ottenuto dal già citato architetto Franz Ehrlich, dall'ingegnere capo Gerhard Probst e dall'acustico Lothar Keibs. L'edificio destinato ad ospitare gli studi è stato concepito secondo il principio Haus-in-haus, per cui, ogni studio è costruito con proprie fondazioni isolate rispetto all'edificio-contenitore, dalle cui vibrazioni è separato grazie anche al posizionamento di giunti di dilatazione autonomi.
Le scelte operate nel rivestimento in legno per soffitti e pavimenti sono rivolte allo scopo di poter riflettere o assorbire determinate frequenze, mentre addirittura in taluni studi le pareti sono state attrezzate con prismi rotanti le cui facce sono rivestite da differenti materiali: in funzione dell'acustica desiderata la rotazione dei prismi comporta la formazione di ambienti acustici differenti e rispondenti alle particolari necessità.